# سيريلة كبيرة الأوراق
سيريلة كبيرة الأوراق (الاسم العلمي: Cyrilla megaphylla) هي نوع من النباتات تتبع جنس السيريلة من فصيلة السيريلية.